# Оловське
Оловське (пол. Ołowskie) — село в Польщі, у гміні Нур Островського повіту Мазовецького воєводства.
Населення — 69 осіб (2011).
У 1975-1998 роках село належало до Ломжинського воєводства.

## Демографія
Демографічна структура станом на 31 березня 2011 року:
|          | Загалом | Допрацездатний вік | Працездатний вік | Постпрацездатний вік |
| -------- | ------- | ------------------ | ---------------- | -------------------- |
| Чоловіки | 29      | 4                  | 20               | 5                    |
| Жінки    | 40      | 5                  | 23               | 12                   |
| Разом    | 69      | 9                  | 43               | 17                   |